# 683 هـ
683 هـ هي سنة في التقويم الهجري امتدت مقابلةً في التقويم الميلادي بين سنتي 1284 و1285.

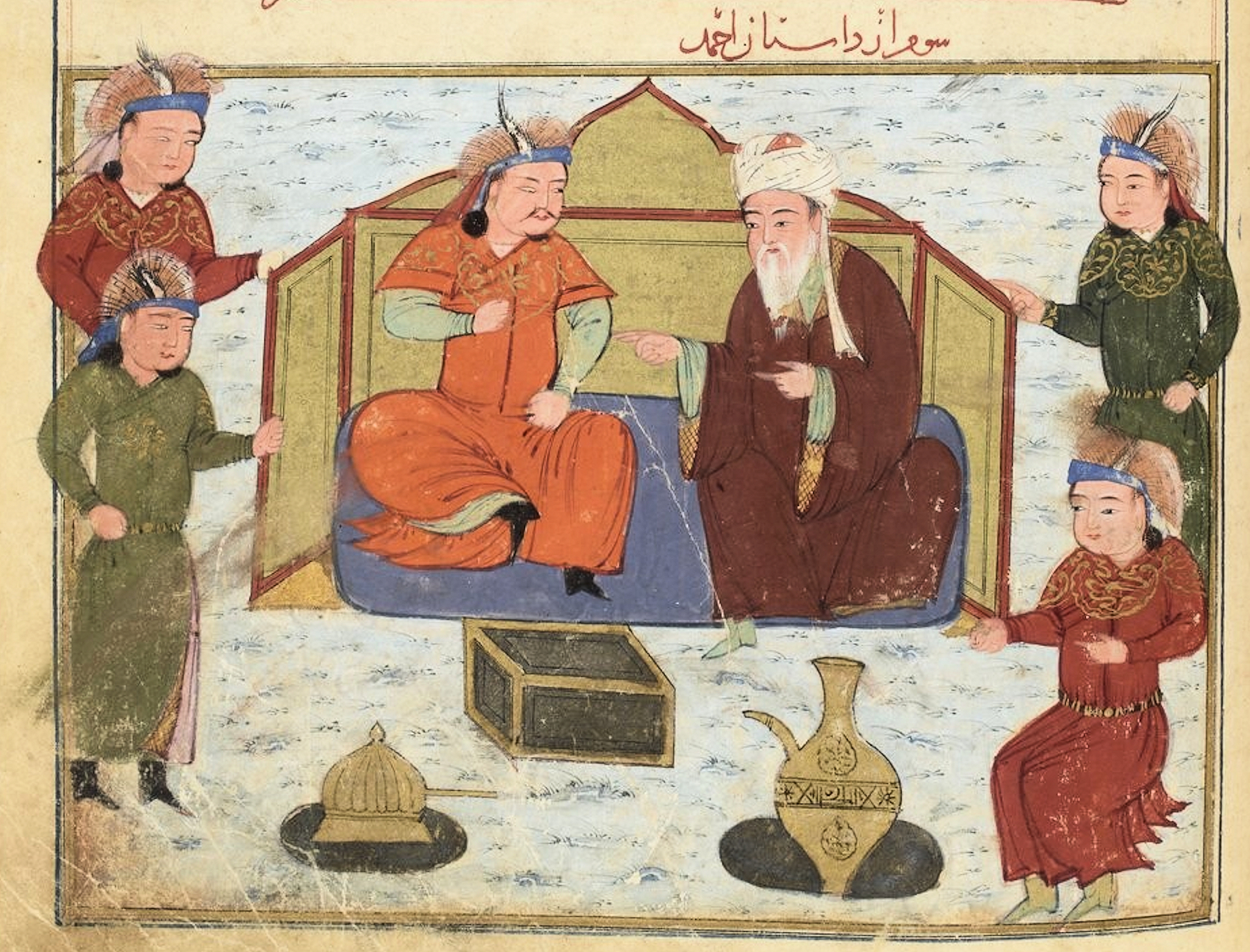
تكودار

## مواليد
- تقي الدين السبكي
- أبو ثابت عامر
- ابن التركماني

## وفيات
- أبو إسحاق إبراهيم بن يحيى
- أحمد بن مرزوق بن أبي عمارة
- ابن مودود الموصلي
- عطاء ملك الجويني
- عيسى بن شيحة
- تحذير العباد من أهل العناد ببدعة الاتحاد
- ابن الصباغ
- تكودار
- محي الدين بن عربي
- ابن المنير السكندري
- عباس بن منصور السكسكي

- 20 محرم - مجد الدين ابن بلدجي - محدث وفقيه عراقي.